# Новосильское сельское поселение
Новосильское сельское поселение — муниципальное образование в Семилукском районе Воронежской области.
Административный центр — село Новосильское.

## География
Сельское поселение Новосильское находится на северо-западе Воронежской области, в 68 км от Воронежа.
Поселение имеет площадь 24,4 км², не включая леса площадью более 15 км² и водоёмов общей площадью 5,5 км².

## История
В нынешней своей форме сельское поселение существует с 30 ноября 2009 года, когда с согласия населения, выявленного путём голосования, проведенного 24 мая 2009 года, было произведено слияние прежних Новосильского, Голосновского и Троицкого сельских поселений в единое Новосильское сельское поселение.

## Административное деление
В состав поселения входят:
- село Новосильское
- село Долго-Маховатка
- деревня Ольшанец
- село Березовка
- село Троицкое